# Tingeling (film)
Tingeling (engelska: Tinker Bell) är en datoranimerad film från DisneyToon Studios från 2008. Det handlar om älvan Tingeling, och är en fortsättning på Tillbaka till landet Ingenstans från 2002.

## Sånger
- Älvornas dans 1: Framförd av: Gunilla Backman
- Älvornas dans 2: Framförd av: Gunilla Backman, Mimmi Benckert Claesson, Amanda Jennefors, Matilda Smedius
- Flyg till din dröm: Framförd av: Gunilla Backman, Lina Hedlund, Margareta Bengtsson

## Svensk version
- Dialogregissör: Charlotte Ardai Jennefors
- Översättare: Bittan Norman
- Sånginstruktör: Joakim Jennefors
- Sångtexter: Ola Norman
- Inspelningsstudio: Sun Studio, Sverige
- Inspelningstekniker: Fredrik Lunneborg, Johan Lejdemyr
- Projektledare: Anna Lundström
- Producent: Svend Christiansen, Sun Studio A/S
- Kreativ ledning: Kirsten Saabye
- Mixstudio: Shepperton International